# Chrysometa minuta
Chrysometa minuta är en spindelart som först beskrevs av Eugen von Keyserling 1883.  Chrysometa minuta ingår i släktet Chrysometa och familjen käkspindlar. Inga underarter finns listade i Catalogue of Life.